# Итаска
Итаска је мало језеро на северозападу америчке савезне државе Минесота из које тече река Мисисипи.

## Опис
Језеро Итаска има површину од 4,7 km², просечне дубине од 6 до 11m и налази се на 450m надморске висине. Из језера Итаска река Мисисипи тече 3770 km до свог ушћа у Мексички залив. Називи индијанаца Чипева (Ojibwe) за ово језеро било је Omashkoozo-zaaga'igan што би значило Језеро Лоса. Назив је променио Хенри Скулкрафт који је назив "итаска" сковао од латинских речи veritas ("истина") i caput ("глава"). У језеро Итаска се улива поток Николет и водоток из оближњег мањег језера Еик. Иако је предлагано да се избор реке одмакне до језера Еик, истраживања су показала да је суседно језеро премало да би напајало реку Мисисипи те се сматра да река потиче из језера Итаска.